# 英裔巴基斯坦人
英裔巴基斯坦人，是英國在殖民印度時期留在巴基斯坦的英國人及其後代。以及後來移民巴基斯坦的英國人及其後代，不過現今移民巴基斯坦的英國人（盎格鲁撒克逊人）是非常少的。巴基斯坦獨立後，由於官方宗教的確立，絕大多數英裔巴基斯坦人選擇和當地人同化，改宗伊斯蘭教。

## 知名人物
- 杰弗里·兰兰兹（英语：Geoffrey Langlands），退休英国少校、教师和教育家
- 乔治·福尔顿（英语：George Fulton），驻卡拉奇的英国记者
- 珍美瑪·高史密斯，英國社交名媛、記者及運動家
- 大卫·艾尔斯沃思（英语：David Alesworth），英國雕塑家